# والتر مونتیو
والتر مونتیو (اسپانیایی: Walter Montillo‎؛ زادهٔ ۱۴ آوریل ۱۹۸۴) بازیکن فوتبال آرژانتینی است که در حال حاضر در پست هافبک برای باشگاه آرژانتینی تیگره بازی می‌کند.